# 串間市消防本部
串間市消防本部（くしまししょうぼうほんぶ）は、宮崎県串間市の消防部局（消防本部）。管轄区域は串間市全域。

## 概要
- 消防本部： 串間市大字南方122
- 管内面積：295.16km2
- 職員数：34人
- 消防署1カ所

### 主力機械
2014年4月1日現在
- 消防ポンプ自動車：2
- 小型動力ポンプ付水槽車：1
- 救助工作車：1
- 救急自動車：3
- 指揮車：1
- その他：4

## 沿革
- 1965年4月 消防署を開庁する。
- 1983年8月 消防庁舎を新築移転する。

## 組織
- 本部 - 庶務係、消防係、予防係
- 消防署

## 消防署
| 消防署       | 住所        |
| ------------ | ----------- |
| 串間市消防署 | 大字南方122 |